# 宮部義幸
宮部 義幸（みやべ よしゆき、1957年12月5日 - ）は、日本の実業家。パナソニックホールディングス取締役副社長、関西経済同友会代表幹事、JR西日本取締役。

## 人物・経歴
大阪府出身。1983年大阪大学大学院工学研究科修了、松下電器産業入社。2008年パナソニック役員。2011年パナソニック常務取締役。2013年AVCネットワークス社社長。2014年パナソニック専務取締役。
2017年パナソニック専務執行役員兼チーフ・テクノロジー・オフィサー（CTO）兼チーフ・マニュファクチャリング・オフィサー（CMO）兼チーフ・クオリティ・オフィサー（CQO）兼チーフ・プロキュアメント・オフィサー（CPO）兼チーフ・インフォメーション・オフィサー（CIO）。
2022年パナソニックホールディングス取締役副社長執行役員（渉外担当、ソリューションパートナー担当、東京代表）、西日本旅客鉄道取締役。2023年関西経済同友会代表幹事、公立大学法人大阪理事。